# Xinjia (sockenhuvudort i Kina, Qinghai Sheng, lat 35,88, long 102,84)
Xinjia är en sockenhuvudort i Kina. Den ligger i provinsen Qinghai, i den nordvästra delen av landet, omkring 130 kilometer sydost om provinshuvudstaden Xining. Antalet invånare är 24 130. Befolkningen består av 11 834 kvinnor och 12 296 män. Barn under 15 år utgör 20,0 %, vuxna 15-64 år 72 %, och äldre över 65 år 6,0 %.
Runt Xinjia är det tätbefolkat, med 257 invånare per kvadratkilometer. Närmaste större samhälle är Dahejia, 8,8 km sydväst om Xinjia. Trakten runt Xinjia består i huvudsak av gräsmarker.
Genomsnittlig årsnederbörd är 550 millimeter. Den regnigaste månaden är juli, med i genomsnitt 136 mm nederbörd, och den torraste är december, med 2 mm nederbörd.